# Plusidia eugenia
Plusidia eugenia là một loài bướm đêm trong họ Noctuidae.